# 团结号节点舱

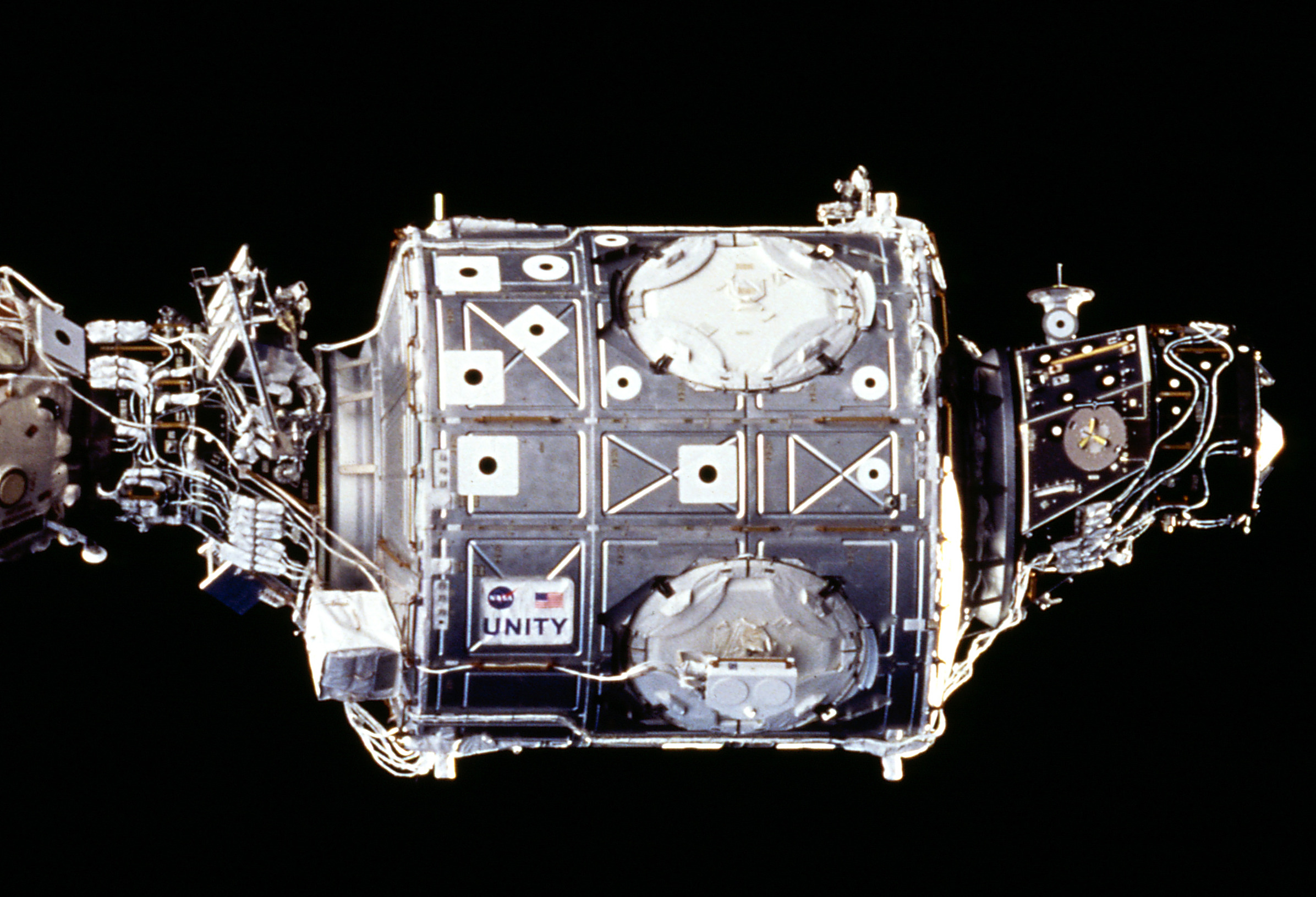
ISS团结号节点舱（NASA）

团结号节点舱（英語：Unity）是美国为国际空间站建造的第一个部分。团结号节点舱由一个圆柱形的外壳，和六个能便利的与其他舱室连接的通用接驳装置（Common Berthing Mechanism）所组成。团结号直径4.57米（15英尺），长5.47米（18英尺），由波音公司位于阿拉巴马州亨茨维尔的马歇尔空间飞行中心里的工厂为美国宇航局（NASA）制造。
团结号节点舱有时被称为节点1，是全部建成后的完整空间站上三个相同的连接舱中的第一个。

## 发射和最初的连接
团结号由奋进号航天飞机在STS-88中带入轨道发射入轨道。这是航天飞机为装配国际空间站所进行的第一次任务。在奋进号宇航员操作下，团结号的舱尾接驳装置于先前已经发射在轨的曙光号功能货舱的舱首接驳装置相连接。这是两个空间站组件之间的首次连接。

## 与其他空间站组件的连接
除了与曙光号功能货舱的连接，团结号节点舱现在还连接着美国的命运号实验舱、Z1桁架、加压对接适配舱以及寻求号气密舱。另外莱昂纳多号和拉斐尔号多用途后勤舱也已经在多次任务中与团结号节点舱相连接。节点舱3和哥伦布实验舱在STS-132的任务中与团结号连接。在STS-120任务中和谐号节点舱也将临时性的与团结号相连。

## 细节
国际空间站上的基础资源诸如，液体管道系统，环境控制和生命保障系统，电力和数据系统都穿过团结号节点舱通向空间站上的补给工作区和生活区。超过50,000个机械部件和216根管道用于运送各种液体和气体，6英里长的121根内部和外部电线安装在团结号上，团结号节点舱是用铝制成的。
由奋进号搭载的圆锥形的加压对接适配舱（PMA）被连接在团结号节点舱的舱首和舱尾的接驳装置上。
团结号节点舱和这2个PMA总重大约25,600磅。对接适配舱使航天飞机和俄罗斯的飞船能够连接在节点舱的舱口和接驳装置上。PMA-1现在永久性的连接在团结号节点舱和曙光号功能货舱之间，与此同时，PMA-2提供了一个航天飞机的入坞接口。团结号节点舱通过连接在PMA-1外部的电脑或复用/解复用转接器（Multiplexer/Demultiplexers
-MDMs）提供指令，团结号也安装了能用数据，声音和低像素视频与休斯顿指挥中心联系的通讯系统，用以在初期的空间站建造活动中辅助俄罗斯的通讯系统。PMA-3由执行STS-102任务的机组人员连接在团结号上。

## 其他节点
剩余的两个空间站连接舱或节点根据美国宇航局和欧洲宇航局所达成的协议的一部分由意大利阿莱尼亚宇航公司制造。和谐号节点舱（先前被成为节点舱2）和节点舱3比团结号节点舱略微长一些。大约6.4米长（21英呎）。这两个剩余的两个空间站连接舱将在其六个接驳装置上，每个安装8个国际标准载荷架（International Standard Payload Racks，ISPRs）。与此相比，团结号节点舱上的每个接驳装置只安装了4个ISPRs，
欧洲宇航局建造节点舱2和节点舱3将作为支付航天飞机发射哥伦布实验舱和其他欧洲宇航局设备所需费用的一部分。

## 规格
- 长：5.49米
- 直径：4.57米
- 总重量：11,612公斤

## 脚注
1. ↑  STS-102, Mission Control Center. . NASA. March 11, 2001  [18 January 2007]. （原始内容 (html)存档于2012-03-11）.